# Bysławek
Bysławek is een plaats in het Poolse district  Tucholski, woiwodschap Koejavië-Pommeren. De plaats maakt deel uit van de gemeente Lubiewo en telt 340 inwoners.